# Matthew- und Hunterinseln
Die Matthew- und Hunterinseln sind kleine, unbewohnte Vulkaninseln in Melanesien. Sie werden sowohl von Frankreich für Neukaledonien als auch von Vanuatu beansprucht.

## Geographie
Die Inseln Matthew  und Hunter liegen im Südpazifik östlich der Hauptinsel des französischen Überseegebiets Neukaledonien und 279 km (Matthew) und 329 km (Hunter) südöstlich der südlichsten vanuatuischen Insel Anatom. Die Entfernungen nach Neukaledonien betragen 444 km (Matthew) und 518 km (Hunter).
Die Insel Matthew (0,7 km²) liegt auf 22° 21′ S, 171° 20′ O, die kleinere Insel Hunter (0,55 km²) 72,6 km weiter östlich auf 22° 24′ S, 172° 3′ O.

## Geschichte
Matthew wurde 1788 vom Engländer Thomas Gilbert entdeckt, der die Insel nach dem Eigner des Schiffes benannte. In den 1940er Jahren gab es Eruptionen, durch die sich die Größe der Insel bis 1950 verdreifachte. 
Hunter, die südöstlichere Insel der Gruppe, wurde 1798 von John Fearn, dem Kapitän des britischen Handelsschiffes Hunter auf der Fahrt von Sydney nach Hawaii entdeckt und nach seinem Schiff benannt. 1903 gab es hier die letzte Lavaeruption.